# Annah Björk
Annah Magdalena September Björk, ursprungligen Anna Magdalena Björk, född 5 juni 1980 i Masthuggs församling i Göteborg, är en svensk författare och journalist.

## Biografi
Tillsammans med Mattias Beijmo har hon skrivit boken Båt 370 – Döden på Medelhavet som gavs ut i mars 2017 på Norstedts förlag. Hon är en av upphovspersonerna till utställningen I'm alive som visats på Tekniska museet i Stockholm och House of Sweden, Washington. Hon har tilldelats priset "Årets Förnyare" vid Mediedagarna MEG 2017.
Annah Björk var tidigare tillförordnad chefredaktör och redaktionschef på Bon Magazine samt chefredaktör för dess webbplats. Hon är 2017 musikskribent och krönikör i Svenska Dagbladet. Björk är frilansjournalist och skriver om kultur och samtid i bland annat Elle, Café, Göteborgs-Posten, Expressen och Fokus. 
Sommaren 2017 skrev hon en uppmärksammad kulturartikel om Håkan Hellström i Göteborgs-Posten.
Annah Björk driver podcasten Haverikommissionen tillsammans med journalisten Lasse Anrell.
2017 hamnade hon plats 10 av 100 på Shortcuts Uppstickarlista, över vilka som verkat för att göra Sverige bättre under året.
Annah Björks andra bok, Ni måste flytta på er, gavs ut i mars 2019 på bokförlaget Mondial. Den beskriver sexism och tystnadskultur i musikbranschen. 
Annah Björk var den 5 mars 2023 med i Söndagsintervjun på P1 med Martin Wicklin.  Den 6 mars var hon sedan med i tv-programmet Fråga doktorn. Samma dag kom hennes bok Jag är inte här, det här händer inte, som handlar om hennes postcovidsymptom, ut på Albert Bonniers förlag.